# Ху Бо
Ху Бо (кит.: 胡波; псевдонім Ху Цянь кит.: 胡遷; нар. 20 липня 1988 — пом. 12 жовтня 2017) — китайський романіст, кінорежисер і сценарист, відомий своїм єдиним художнім фільмом «Слон сидить спокійно» (2018).

## Біографія
Народився у місті Цзінань, провінція Шаньдун на сході Китаю. У 2014 закінчив Пекінську кіноакадемію. На 4-му Китайському кінофестивалі Золота Коала отримав нагороду Найкращий режисер за короткометражну стрічку «Далекий батько» (кит.: 远隔的父亲, 2014). У 2017 році опубліковано його романи «Величезна тріщина» та «Жаба-бик». У липні 2016 року почалась робота над фільмом «Слон сидить спокійно», заснованим на однойменному оповіданні з роману «Величезна тріщина».
Незабаром після завершення знімань, 12 жовтня 2017 року, у віці 29 років, Ху Бо вчинив самогубство.

## Нагороди
- 2014 — Найкращий режисер на Китайському кінофестивалі Золота Коала («Далекий батько»)
- 2018 — Найкращий адаптований сценарій на Премії Золотий Кінь («Слон сидить спокійно»)